# Cassia pleurocarpa
Cassia pleurocarpa är en ärtväxtart som beskrevs av Ferdinand von Mueller. Cassia pleurocarpa ingår i släktet Cassia och familjen ärtväxter.

## Underarter
Arten delas in i följande underarter:
- C. p. angustifolia
- C. p. longifolia
- C. p. pleurocarpa